# WCT Finals 1984
Il WCT Finals 1984 è stato un torneo di tennis giocato sul sintetico indoor. È stata la 14ª edizione del torneo, che fa parte del World Championship Tennis 1984. Il torneo si è giocato al Reunion Arena di Dallas negli Stati Uniti dal 24 al 29 aprile 1984.

## Campioni

### Singolare maschile
John McEnroe ha battuto in finale  Jimmy Connors con il punteggio di 6–1, 6–2, 6–3